# Bombardement de Bahreïn pendant la Seconde Guerre mondiale
Seconde Guerre mondiale
Batailles
Batailles et opérations des campagnes d'Afrique, du Moyen-Orient et de Méditerranée
- Guerre du Désert
- Campagne d'Afrique de l'Est
- Campagne d'Afrique du Nord
- Bataille de la Méditerranée
- Bombardements italiens de la Palestine mandataire
- Bombardement du Bahreïn
- Campagne du Gabon
- Campagne des Balkans
- Guerre anglo-irakienne
- Campagne de Syrie
- Résistance en Grèce
- Opérations en Yougoslavie
- Opérations anti-partisans en Croatie
- Invasion anglo-soviétique de l'Iran
- Bataille de Madagascar
- Offensive de Belgrade
- Campagne d'Italie
- Résistance en Macédoine

Front d'Europe de l'Ouest

Front d'Europe de l'Est

Bataille de l'Atlantique

Guerre du Pacifique

Guerre sino-japonaise

Théâtre américain
Le bombardement de Bahreïn pendant la Seconde Guerre mondiale désigne les raids aériens menés par la Regia Aeronautica le 19 octobre 1940, sur les intérêts britanniques au Moyen-Orient, notamment à Bahreïn, alors sous protectorat britannique. Bien que ces attaques aient occasionné peu de dégâts matériels, elles ont momentanément perturbé le transport des ressources alliées déjà limitées vers l'Afrique du Nord et l'Afrique de l’Est.

## Contexte
Le 10 juin 1940, le royaume d'Italie déclare la guerre à la République française et au Royaume-Uni. L'invasion italienne de la France est de courte durée et les Français signent un armistice avec les Italiens le 25 juin, trois jours après l'armistice de franco-allemand Cela permet aux Italiens d'affronter les Britanniques et les forces du Commonwealth au Moyen-Orient.
À l'été 1940, le dirigeant italien et premier ministre Benito Mussolini reçoit un plan de destruction des champs pétrolifères de Bahreïn afin de perturber l'approvisionnement en pétrole de la marine britannique. Le plan est suggéré par le pilote d'essai italien, le capitaine de l'armée de l'air Paolo Moci et promu par Ettore Muti, qui était chargé de l'attaque.

## Bahreïn (et Dhahran, Arabie saoudite)
Tôt le 19 octobre 1940, trois des quatre bombardiers italiens SM.82 attaquent des raffineries de pétrole exploitées par les Américains dans le protectorat britannique de Bahreïn, endommageant les raffineries locales. Au même moment, le quatrième bombardier attaque Dhahran en Arabie saoudite, mais ne cause que quelques dégâts mineurs. 
Afin de frapper les raffineries de pétrole sous contrôle britannique à Manama dans le golfe Persique, les bombardiers SM82 entreprennent un vol de 4 200 km, d'une durée de 15 heures à une vitesse de 270 km/h, c'est sans doute pour l'époque un record pour une mission de bombardement. Chaque avion transportait une charge de 1 500 kg. Cette action à longue portée est couronnée de succès, prenant la cible totalement par surprise, et les SM.82 atterrissent sans problème à Zula, en Érythrée. Les avions italiens commencent leur vol depuis l'Europe, attaquent des raffineries en Asie et atterrissent en Afrique (Érythrée italienne).
Au cours de l'attaque, 132 bombes de 15 kg ont été largués, endommageant fortement 2 raffineries.
Le raid cause des inquiétudes de la part des Alliés, les obligeant à améliorer leurs défenses, ajouté à la quantité limitée des dommages causés, met encore à rude épreuve les ressources militaires alliées.

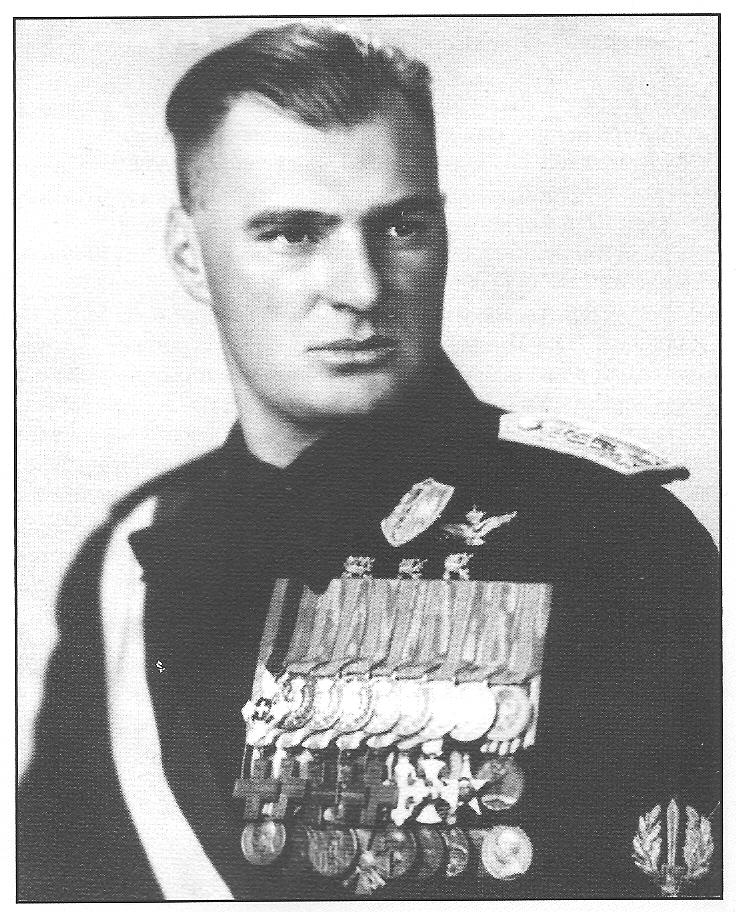
Ettore Muti.

Rome déclare que leurs bombardiers avaient établi un nouveau record de distance, couvrant 3 000 milles au départ des bases situées dans l'île de Rhodes dans les îles italiennes de la mer Égée. Le magazine américain Time reprit la propagande italienne, insistant sur le fait que les avions avaient été ravitaillés à partir de ravitailleurs de sous-marins, bien qu'en réalité les avions furent simplement chargés de plus de 1 300 gallons de carburant.
Ettore Muti, secrétaire du Parti national fasciste, prend part au raid contre le Bahreïn (en tant que commandant) et à au moins un des bombardements de Haïfa.

« Au début de la guerre... un grand succès qui permet aux Italiens de mener un combat majeur en Afrique du Nord sont les missions de bombardement à longue portée lancées par le lieutenant-colonel Ettore Muti sur la Palestine et Bahreïn qui causera de graves dommages aux installations portuaires et aux raffineries de pétrole britanniques. Ces missions causent des problèmes logistiques considérables aux Britanniques, les contraignants à détourner des ressources pour défendre le Moyen-Orient cruellement nécessaires ailleurs. Ces missions ont également contribué à atténuer la menace pesant sur les voies de navigation en Méditerranée, permettant aux forces italiennes d'être déplacées vers l'Afrique du Nord avec très peu de pertes. »

— Bjr-Researchomnia
Le raid de Bahreïn fut suivi d'autres raids italiens à longue distance sur l'Éthiopie et l'Érythrée en 1942.
Une autre action était prévue pour l'été 1943 – à l'aide d'un bombardier à longue portée Savoia-Marchetti SM.82 – dans le cadre d'un raid sur New York si l'Italie n'avait pas capitulé. Un voyage aérien commercial fut effectué entre Rome et Tokyo à l'été 1942.